# Гауптштуль
Гауптштуль (нім. Hauptstuhl) — громада в Німеччині, розташована в землі Рейнланд-Пфальц. Входить до складу району Кайзерслаутерн. Складова частина об'єднання громад Ландштуль.
Площа — 5,00 км2. Населення становить 1160 ос. (станом на 31 грудня 2020).

## Галерея

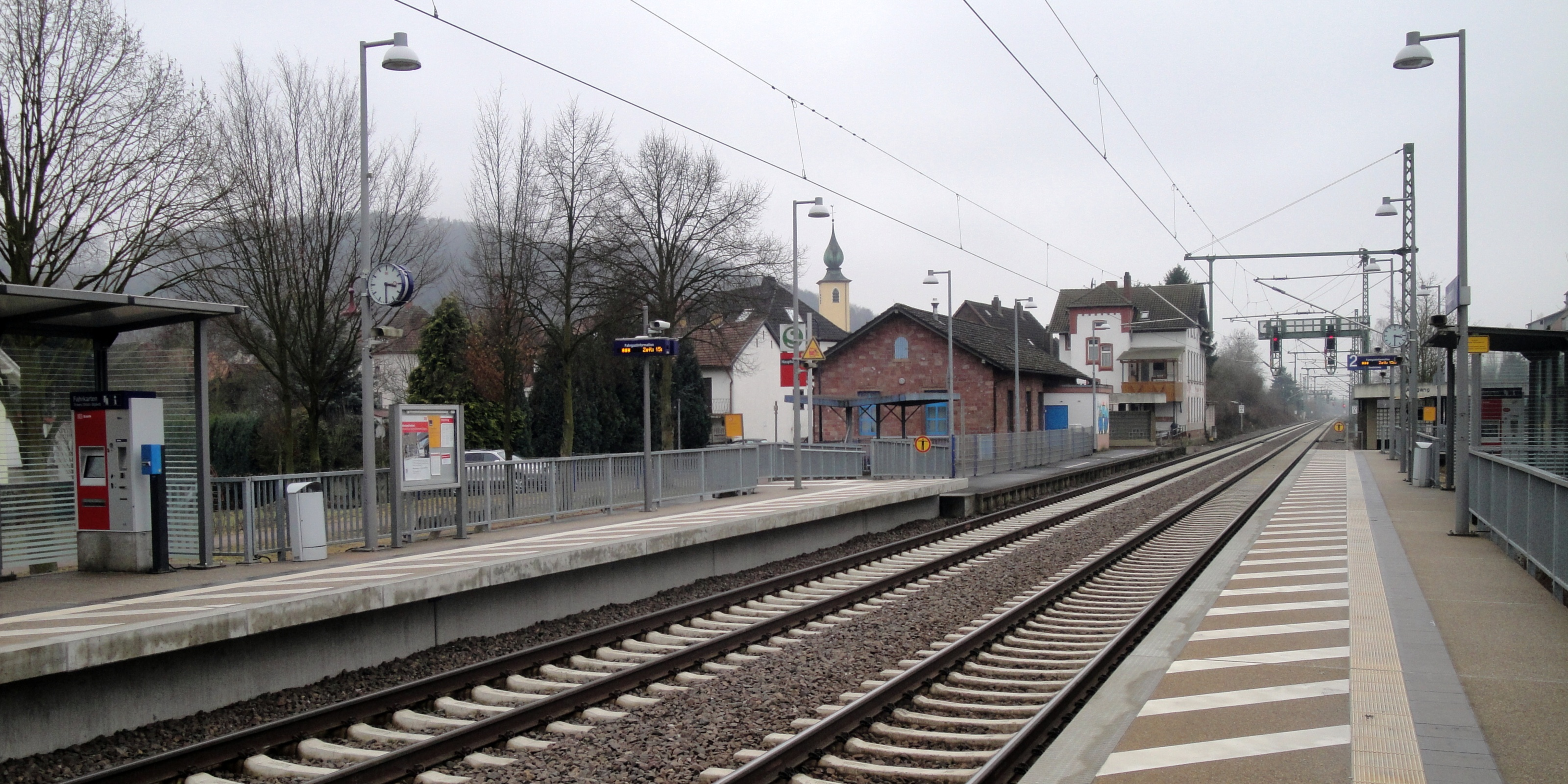